# Надемський Микола Захарович
Надемський Микола Захарович (*15 вересня (27 вересня) 1892, Київ — 23 грудня 1937, тюрма НКВС СССР) — український актор театру та кіно, театральний діяч та режисер доби розстріляного відродження, жертва сталінського терору.

## Біографія
Народився в м. Києві. З 1906 навчався у Київському художньому училищі, згодом у театральній студії імени М. Г. Савиної у Москві (Росія).
Як театральний актор та режисер брав участь у гастролях у Стокгольмі (Швеція) та Гельсінгфорсі (Гельсінкі, Фінляндія) з трупою Шуміхіна.
1921—1922 років був актором Пересувного театру «Каменярі» при Київському цукротресті.
Воював у Першій світовій війні, брав участь у повстаннях Кегсгольмського полку 1917, а також у більшовицькому заколоті на київському заводі «Арсенал» (1918).

### Кар'єра кіноактора
З 1920-го — актор Києво-Печерського робітничого театру, пересувного театру «Цукортресту», з 1921-го року — актор театру ім. Лесі Українки в Києві.
З 1922 по 1926 — актор і режисер низки експериментальних театрів України, з 1926-го — актор Одеської, а потім Київської кіностудій.
У кіно дебютував 1925 у фільмі «За лісом». За 12 років зіграв 57 ролей у кіні (з них у 6-ти фільмах — 2 ролі, у 2-х фільмах — 3 ролі одночасно). Тільки у 1927-му році він зіграв 10 ролей — унікальний приклад у кінематографі країнах, окупованих СССР. Також зіграв у кінострічці «Каховський плацдарм».
1937 викрадений групою НКВС з власного помешкання, засуджений 23 грудня 1937 року позасудовою трійкою до вбивства. Убили актора за кілька днів, у тюрмі.

## Фільмографія
Акторські роботи
- 1925 — «За лісом»
- 1926 — «Беня Крик»
- 1926 — «Боротьба велетнів» (інша назва «Машина двох світів»)
- 1926 — «Гамбург»
- 1926 — «ПКП»
- 1926 — «Ягідка кохання»
- 1927 — «Борислав сміється»
- 1927 — «У погоні за щастям»
- 1927 — «Гонорея»
- 1927 — «Звенигора»
- 1927 — «Примха Катерини II»
- 1927 — «Лісова людина»
- 1927 — «Мітя»
- 1927 — «Цемент»
- 1927 — «Черевички» (средньометражний)
- 1927 — «Чертополох»
- 1928 — «Бенефіс клоуна Жоржа»
- 1928 — «Закони шторму»
- 1928 — «Нічний візник»
- 1928 — «Три кімнати з кухнею»
- 1929 — «Арсенал»
- 1929 — «В сугробах»
- 1930 — «Баштанська республіка»
- 1930 — «Вибухлі дні»
- 1930 — «Гість з Мекки»
- 1930 — «Земля»
- 1930 — «Право батьків»
- 1930 — «Солоні хлоп'ята»
- 1930 — «Людина з містечка»
- 1931 — «Вовчий хутір»
- 1931 — «Генеральна репетиція»
- 1931 — «Замета»
- 1931 — «Поєдинок»
- 1931 — «Чатуй»
- 1931 — «Людина без футляра»
- 1932 — «Іван»
- 1932 — «На великому шляху»
- 1933 — «Смачного»
- 1933 — «Страта»
- 1933 — «Коліївщина»
- 1933 — «Сенька з „Мімози“»
- 1933 — «Суворі дні»
- 1934 — «Повстання рибалок»
- 1934 — «Молодість»
- 1934 — «Петербурзька ніч»
- 1935 — «Дивний сад»
- 1935 — «Прометей»
- 1936 — «Депутат Балтики»
- 1936 — «Повінь»
- 1937 — «Назар Стодоля»
- 1937 — «Соловей»